# Farní sbor Českobratrské církve evangelické v Novém Městě pod Smrkem
Farní sbor Českobratrské církve evangelické v Novém Městě pod Smrkem je sborem Českobratrské církve evangelické v Novém Městě pod Smrkem. Sbor spadá pod Liberecký seniorát.
Farářem sboru byl do konce února roku 2014 Adam Balcar. Od té doby sbor administroval Filipem Šimonovským ze sboru v Rumburku. Jeho služba skončila ke konci září 2015, kdy sbor převzala farářka Eva Halamová, která sem přišla ze sboru v Praze na Novém Městě.
Sbor administruje farář Filip Susa, kurátorkou sboru je Olga Leová.

## Faráři sboru
- Antonín Blažek (1946-1952)
- Vladimír Fiala (1952-1956)
- Břetislav Mikulecký (1954-1955)
- Ladislav Mach (1956-1957, diakon)
- Svatopluk Karásek (1971–1973, 1991–1994)
- Jan Košťál (1957-1971)
- Jaroslav Raich (1985-1991)
- vikář Dalibor Antalík (1993)
- jáhen Lydie Kuželová (1994–1997)
- Adam Balcar (1. března 2005 – 28. února 2014)
- Eva Halamová (od 1. října 2015 – 30. června 2019)
- Petr Chlápek (2019–2023)